# Fuentes de Andalucía (kommunhuvudort)
Fuentes de Andalucía är en kommunhuvudort i Spanien.   Den ligger i provinsen Provincia de Sevilla och regionen Andalusien, i den södra delen av landet, 400 km söder om huvudstaden Madrid. Fuentes de Andalucía ligger 181 meter över havet och antalet invånare är 7 344.
Terrängen runt Fuentes de Andalucía är huvudsakligen platt. Fuentes de Andalucía ligger uppe på en höjd. Runt Fuentes de Andalucía är det ganska glesbefolkat, med 38 invånare per kvadratkilometer. Närmaste större samhälle är Marchena, 16,2 km söder om Fuentes de Andalucía. Trakten runt Fuentes de Andalucía består till största delen av jordbruksmark.